# Mokra Lewa (wieś)
Mokra Lewa – wieś w Polsce położona w województwie łódzkim, w powiecie skierniewickim, w gminie Skierniewice.
We wsi znajduje się jednostka Ochotniczej Straży Pożarnej oraz Szkoła Podstawowa im. Janusza Korczaka.

## Historia
W latach 1975–1998 miejscowość administracyjnie należała do województwa skierniewickiego.